# Boana pardalis
Boana pardalis é uma espécie de anfíbio da família Hylidae. Endêmica do Brasil, onde pode ser encontrada nos estados do Espírito Santo, Minas Gerais, Rio de Janeiro e São Paulo.